# Eugenia pubescens
Eugenia pubescens är en myrtenväxtart som först beskrevs av Carl Sigismund Kunth, och fick sitt nu gällande namn av Dc.. Eugenia pubescens ingår i släktet Eugenia och familjen myrtenväxter. Inga underarter finns listade i Catalogue of Life.